# Sainte-Marie (Ille-et-Vilaine)
Sainte-Marie (bretonisch Lokmaria-Redon) ist eine französische Gemeinde mit 2.249 Einwohnern (Stand: 1. Januar 2022) im Département Ille-et-Vilaine in der Region Bretagne. Die Gemeinde gehört zum Arrondissement Redon und zum Kanton Redon. Die Einwohner werden Samaritains genannt.

## Geografie
Sainte-Marie liegt an der Grenze zum Département Loire-Atlantique. Im Süden der Gemeinde verläuft der Fluss Vilaine. Umgeben wird Sainte-Marie von den Nachbargemeinden Renac im Norden und Osten, Avessac im Osten und Südosten, Saint-Nicolas-de-Redon im Süden und Südwesten, Redon im Südwesten sowie Bains-sur-Oust im Westen.

## Bevölkerungsentwicklung
| 1962                      | 1968 | 1975 | 1982 | 1990 | 1999 | 2006 | 2012 |
| ------------------------- | ---- | ---- | ---- | ---- | ---- | ---- | ---- |
| 1145                      | 1183 | 1296 | 1555 | 1692 | 1759 | 2100 | 2319 |
| Quelle: Cassini und INSEE |      |      |      |      |      |      |      |

## Sehenswürdigkeiten
- neogotische Kirche Notre-Dame
- Kapelle Saint-Jean-d'Epileur, aus dem 14. Jahrhundert, Monument historique
- Brücke Le Grand Pas

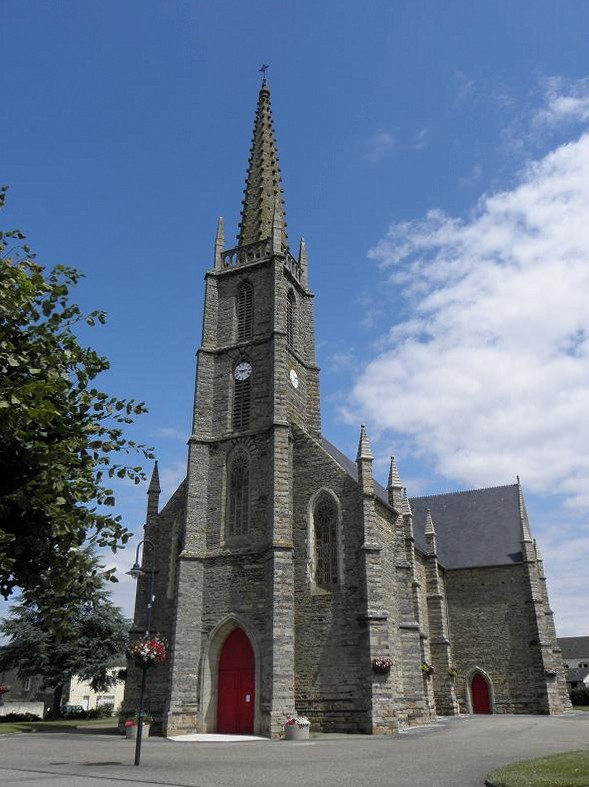
Kirche Notre-Dame
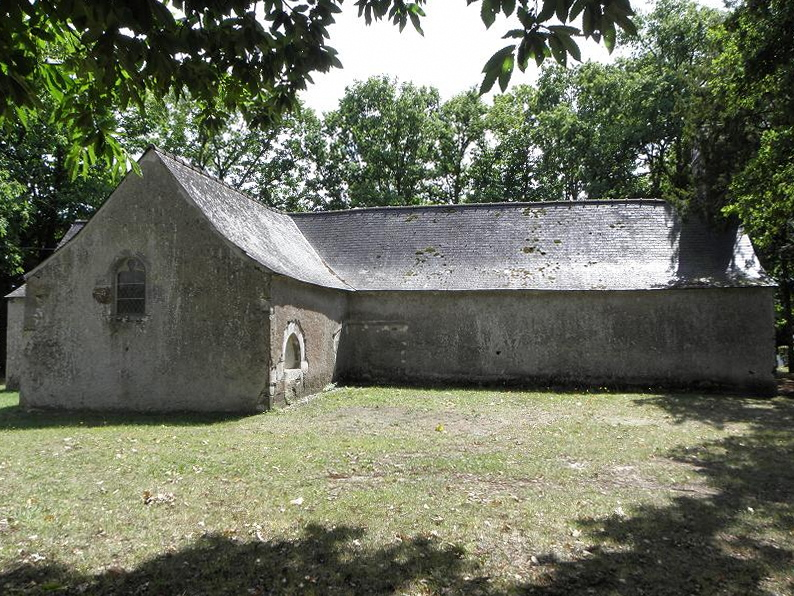
Kapelle Saint-Jean-d'Apileur
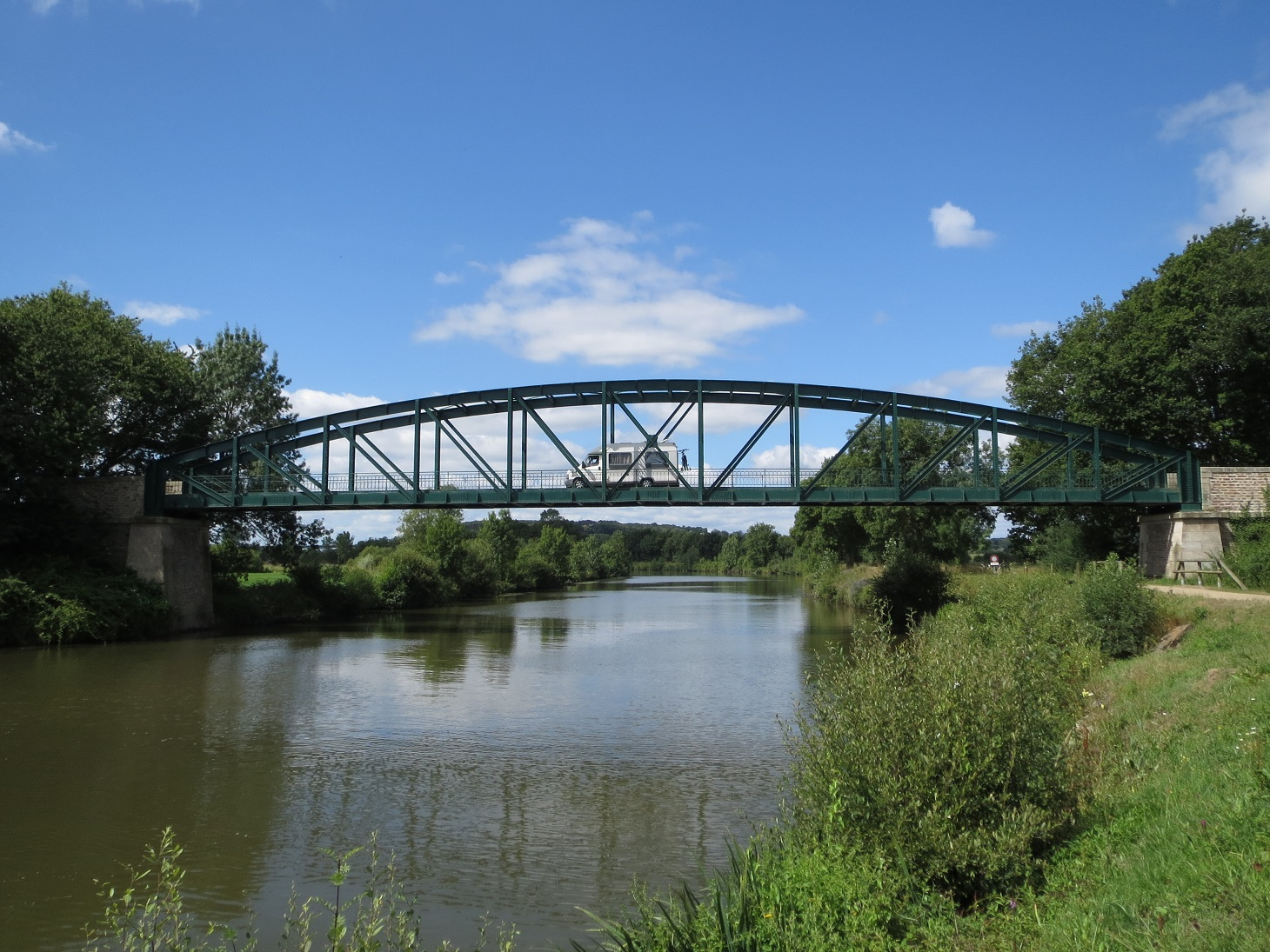
Brücke Le Grand Pas